# Ословский, Павел Михайлович
Павел Михайлович Ословский (1888 — 1953, Ялта, Крымская область) — русский революционер, председатель Ялтинского подпольного укома РКП(б).

## Биография

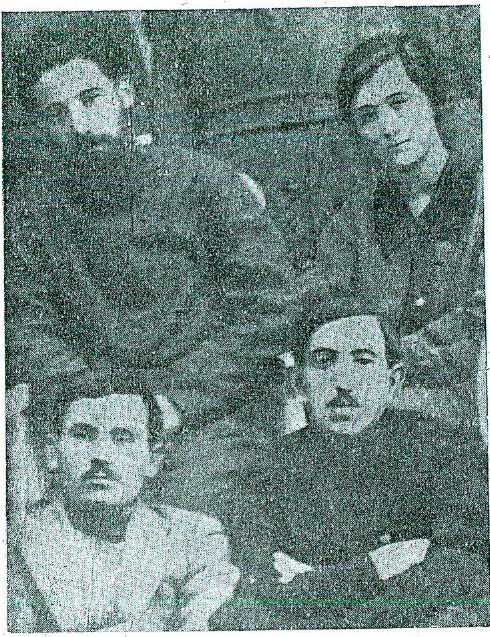
Участники крымского пополья: Бабахан (Николай), Григорович (Катя), Ословский (Антон), Фальк. Фото из книги Павел Макаров. Адъютант генерала Май-Маевского. — Л.: Прибой, 1927.

Анархист. Был арестован. 11 февраля 1909 года в Екатеринославе прошёл процесс временного военного суда по делу «Амур-Нижнеднепровской районной группы анархистов-коммунистов». На следующий день суд приговорил А. Н. Калмыкова, Т. И. Кириленко, П. М. Ословского, С. Павлюченко и В. В. Сусликова к смертной казни, Е. А. Кравченко — к бессрочной каторге, остальных анархистов — к каторге на сроки от 4 до 20 лет. Калмыков и Кириленко были казнены, Павлюченко скончался до приведения приговора в исполнение, смертные приговоры Ословскому и Сусликову позднее заменены на бессрочную каторгу.
Освобождён Февральской революцией 1917 года. Приехал в Крым в 1917 году, жил в Алупке на даче «Гнездышко», где жили и лечились многие другие политкаторжане. Активный участник борьбы за установление Советской власти в Ялте, член коллегии уездного комиссариата продовольствия. В апреле 1918 года уехал в Саратов.
В августе 1919 года направлен в Ялту возглавить большевистское подполье (партийная кличка Антон), однако в день прибытия, 28 августа, был арестован деникинской контрразведкой. Через несколько месяцев с помощью подпольщиков смог совершить коллективный побег из ялтинской тюрьмы и с группой из 23 человек уйти в лес, где был создан партизанский отряд. К марту 1920 года численность отряда увеличилась до 80 человек. В подполье был сформирован Ялтинский партийный комитет РКП(б), секретарем которого стал П. М. Ословский, созданы Военно-революционный комитет, паспортный стол, комиссия по обеспечению партизан продовольствием, оружием и патронами. В сентябре — ноябре 1920 года, Ословский возглавлял Крымский подпольный обком партии.
Участник боёв с врангелевцами в составе Крымской повстанческой армии. После освобождения Крыма возглавил Ялтинский ревком. С 1921 по 1940 год — на ответственной партийной и хозяйственной работе в Крыму, Москве, на Дальнем Востоке, занимал ряд руководящих должностей.
Похоронен на Старом городском кладбище Ялты (сектор № 2)

## Память
Могила признана ОКН России  Объект культурного наследия народов РФ регионального значения. Рег. № 911710906910005 (ЕГРОКН)
Именем Павла Ословского названа улица в Ялте